# Recuperação da Informação Musical
Recuperação da Informação Musical (RIM), conhecida em inglês como Music Information Retrieval (MIR), é um campo de pesquisa emergente que lida com a organização e recuperação de grandes coleções de informações musicais, visando atender a consultas específicas. Com o crescimento exponencial de dados e serviços relacionados à música, a RIM tornou-se essencial para facilitar o acesso eficiente a esses conteúdos.

## Histórico
As primeiras menções à recuperação de informação musical datam da década de 1960. No entanto, foi a partir da década de 1990, com a popularização das mídias digitais e da internet, que o interesse por essa área se intensificou. A pesquisa em RIM é interdisciplinar, englobando conceitos de musicologia, percepção e cognição musical, computação musical, engenharia, entre outros. Os interessados no tema incluem pesquisadores, professores, estudantes, profissionais da indústria musical e entusiastas curiosos sobre as informações que podem ser extraídas de amostras musicais.

## A música como informação
A relação entre a recuperação musical e o estudo da Ciência da Informação foi destacada pela primeira vez em 1996, em uma publicação de Alexander McLane. Esse período coincidiu com a expansão de tecnologias de compressão de arquivos digitais voltados para a música, como o MP3, e com a disseminação da internet. Com o surgimento e rápida expansão dessas bases de dados multimídia, emergiu a necessidade de representá-las de forma adequada, impulsionando estudos em recuperação de informação musical, que investigam a relação ideal entre as entradas (input) e saídas (output) dos sistemas de informação.

## Aplicações
A RIM possui diversas aplicações práticas, incluindo:
- Impressão digital
- Detecção de músicas cover
- Reconhecimento de gênero musical
- Transcrição musical
- Sistemas de recomendação
- Verificação de semelhança melódica
- Detecção de humor musical
- Separação de fontes sonoras
- Classificação de instrumentos
- Detecção de tom e tempo
- Análise da estrutura/forma da música
- Geração musical[4]

## Métodos utilizados